# IDS Cargo
IDS CARGO a.s. (VKM: IDSC) je český železniční dopravce zabývající se nákladní dopravou. 100% vlastníkem společnosti je firma IDS building corporation.

## Historie
Společnost vznikla zápisem do obchodního rejstříku dne 27. listopadu 2007. Od počátku byla jediným akcionářem společnosti firma IDS - Inženýrské a dopravní stavby Olomouc, od 26. listopadu 2011 pak firma IDS building corporation a.s., člen koncernu IDS, obě patřící podnikateli Zdeňku Kyselému. K 1. září 2009 pak na IDS CARGO přešlo jmění Dopravního střediska, které se odštěpilo od mateřské společnosti IDS - Inženýrské a dopravní stavby Olomouc.

## Činnost společnosti

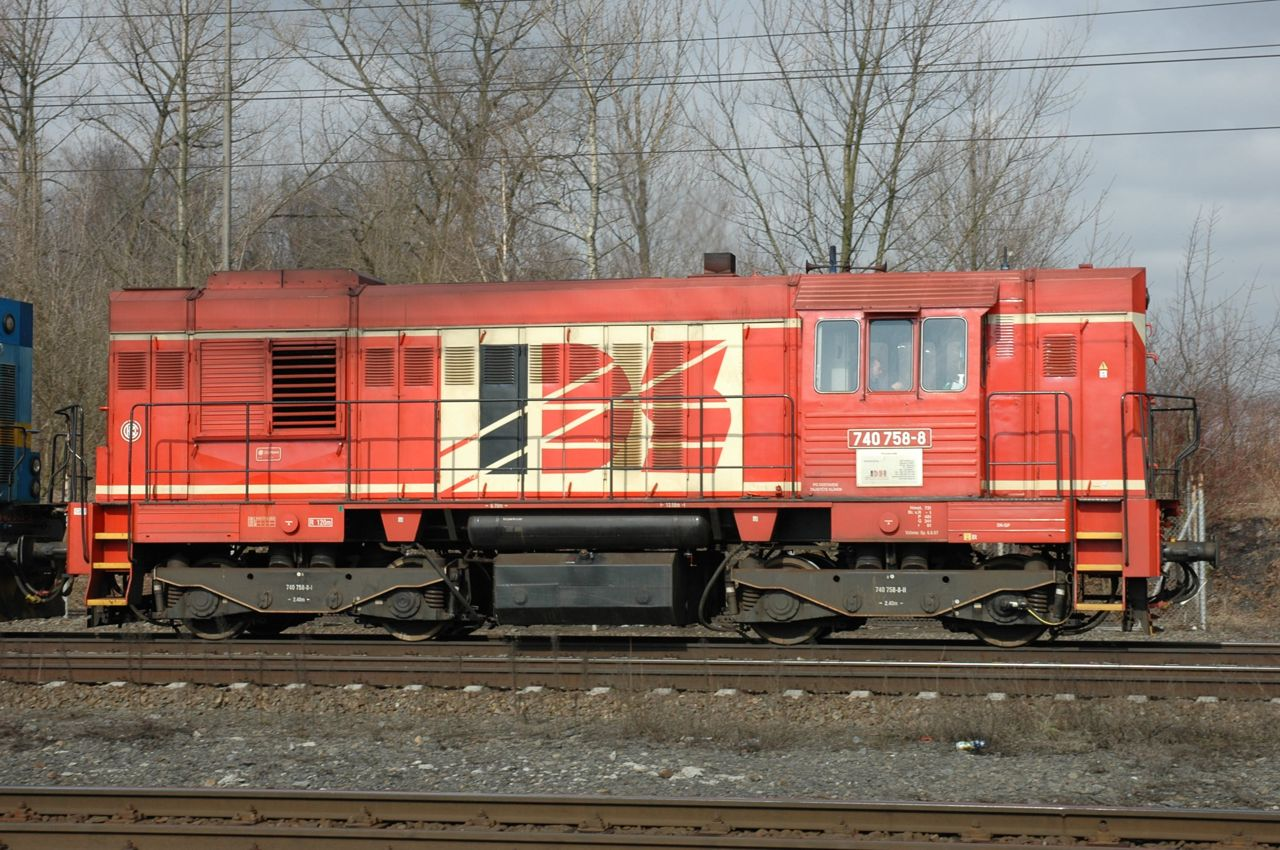
Lokomotiva 740.758 IDS CARGO

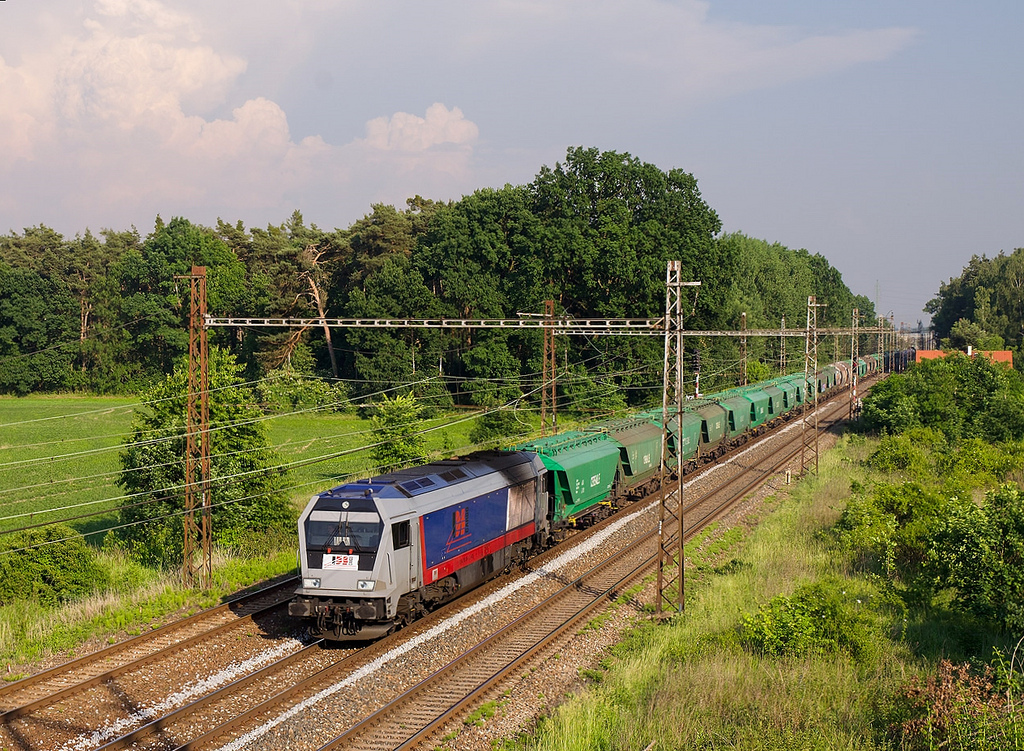
Lokomotiva 783.001 Maxima

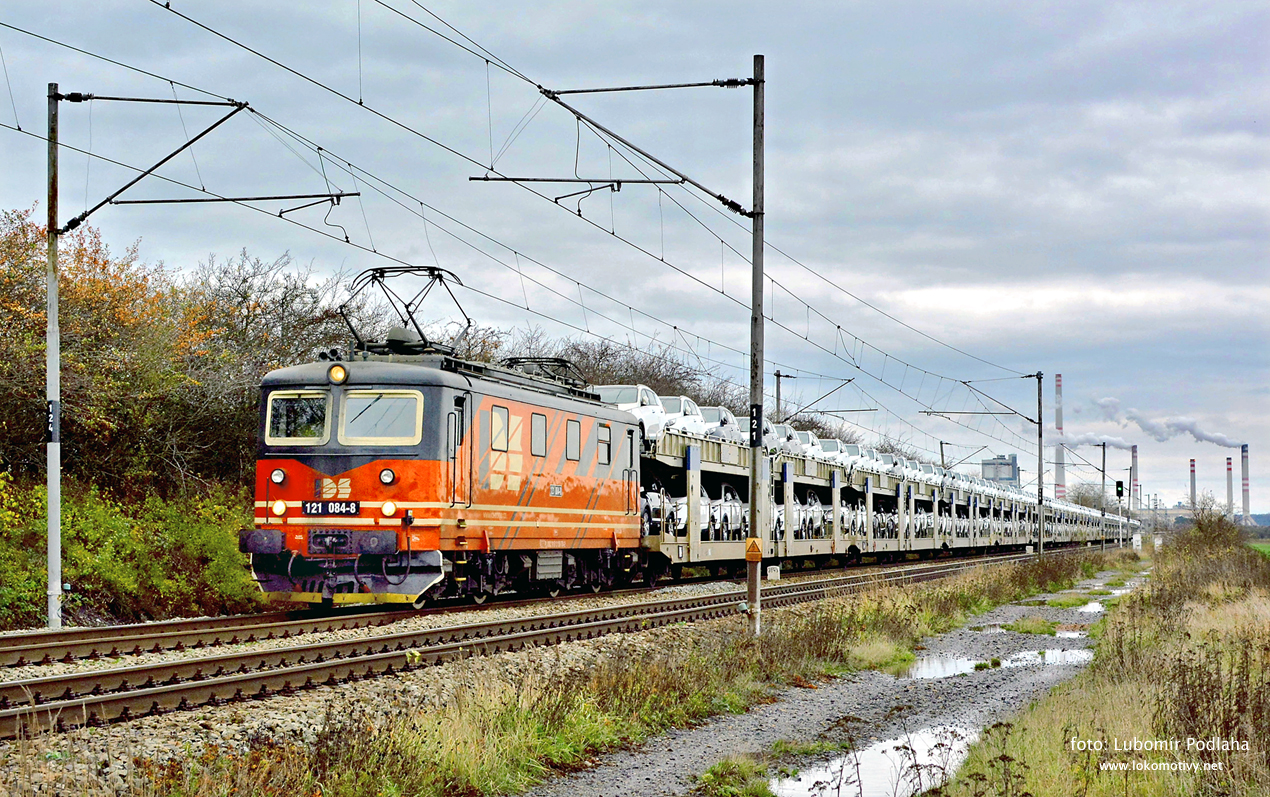
Lokomotiva 121.084 s vozy KIA mířící z Žiliny do Německa

IDS Cargo nabízí především provádění nákladní železniční dopravy vlastními prostředky, provozování vleček, pronájmy železničních vozidel, mezinárodní zasilatelství a tárování vah. V rámci mezinárodní železniční dopravy se společnost podílí mj. na tranzitu vlaků z Polska na Slovensko. Např. v roce 2009 začala zajišťovat vozbu na českém úseku při přepravě koksu pro ArcelorMittal v relaci Polsko - Bohumín - Břeclav - Galaţi, ještě v témže roce však o tuto přepravu přišla, neboť ji převzala Ostravská dopravní společnost. Ve spolupráci s dopravcem LOTOS Kolej se IDSC zabývalo také přepravou chemických produktů z Polska do Maďarska. V roce 2010 se firma podílela na intervenčních vývozech obilí z Česka do západní Evropy. Firma se podílí na tranzitních vlacích z celé Evropy, ale také na výchozích vlacích z České republiky, například na vývozu dřeva, nebo obilí. Dále také působí na různých výlukových činnostech.

## Podíl na trhu
Ještě v roce 2010 se jednalo o dopravce s marginálním podílem na českém trhu (jen 0,13 % dle hrtkm), do roku 2020 se však společnosti podařilo vyrůst do pozice šestého největšího dopravce v Česku s tržním podílem 3,61 % (dle hrtkm). S postupným nástupem nových hráčů na trhu pak její podíl v dalších letech mírně klesal, ale v roce 2023 vyskočila na příčku pátého největšího nákladního dopravcem na české železnici.
| rok  | podíl hrtkm |
| ---- | ----------- |
| 2010 | 0,13 %      |
| 2011 | 0,49 %      |
| 2012 | 0,98 %      |
| 2013 | 2,06 %      |
| 2014 | 2,99 %      |
| 2015 | 2,58 %      |
| 2016 | 3,39 %      |
| 2017 | 3,28 %      |
| 2018 | 3,07 %      |
| 2019 | 3,88 %      |
| 2020 | 3,61 %      |
| 2021 | 2,83 %      |
| 2022 | 2,80 %      |
| 2023 | 4,53 %      |

## Vlečky
IDS Cargo je rovněž provozovatelem několika vleček - viz tabulka:
| Vlečka                             | Přípojová stanice                       | Vlastník                                   |
| ---------------------------------- | --------------------------------------- | ------------------------------------------ |
| IDS BC Brodek u Přerova            | Brodek u Přerova                        | IDS building corporation                   |
| MORA MORAVIA                       | Hlubočky-Mariánské Údolí                | MORA MORAVIA                               |
| Oleo Chemical                      | traťová kolej Liberec - Vesec u Liberce | Oleo Chemical                              |
| ADM Olomouc                        | Olomouc hlavní nádraží                  | ADM Prague                                 |
| IDS CARGO a.s. v Olomouci - Holici | Olomouc hlavní nádraží                  | IDS - Inženýrské a dopravní stavby Olomouc |
| Javořice - Ptenský Dvorek          | Ptení                                   | Javořice                                   |
| ESAB Vamberk                       | Vamberk                                 | ESAB CZ                                    |

## Vozidla
Společnost provozuje a nabízí k pronájmu elektrické a motorové lokomotivy řad  121, 140, 193 (D), 242, 700, 701, 702, 703, 710, 721, 730, 740, 742, 749, 753, 770 a 783.
V květnu 2017 společnost převzala dvousystémovou elektrickou lokomotivu 365.001, což je prototypová přestavba původně belgické lokomotivy řady 12 provedená firmou CZ LOKO. V roce 2018 se k ní přidal další stroj téhož typu - 365.003. Třetí lokomotivu téže řady – 365.007 – koupilo IDS Cargo v prosinci 2023.
V letech 2016 až 2018 měla společnost pronajatou lokomotivu TRAXX 186 435, po jejím vrácení majiteli si pak společnost vzala do dlouhodobého pronájmu Vectrona 193.276 ELL. Tato lokomotiva byla zničena při nehodě, ke které došlo v České Třebové 3. prosince 2023. Tento stroj nahradila ve flotile IDS Cargo od dubna 2024 lokomotiva 193.439, ve stejné době měla společnost ještě dvě další lokomotivy Vectron MS (č. 193.439 a 193.747). Všechna tato vozidla byla pronajatá rovněž od ELL. V dubnu 2025 si společnost začala pronajímat stroj 1293.202 (Vectron MS rakouské řady 1293) od rakouské společnosti Green Mobility Partners.

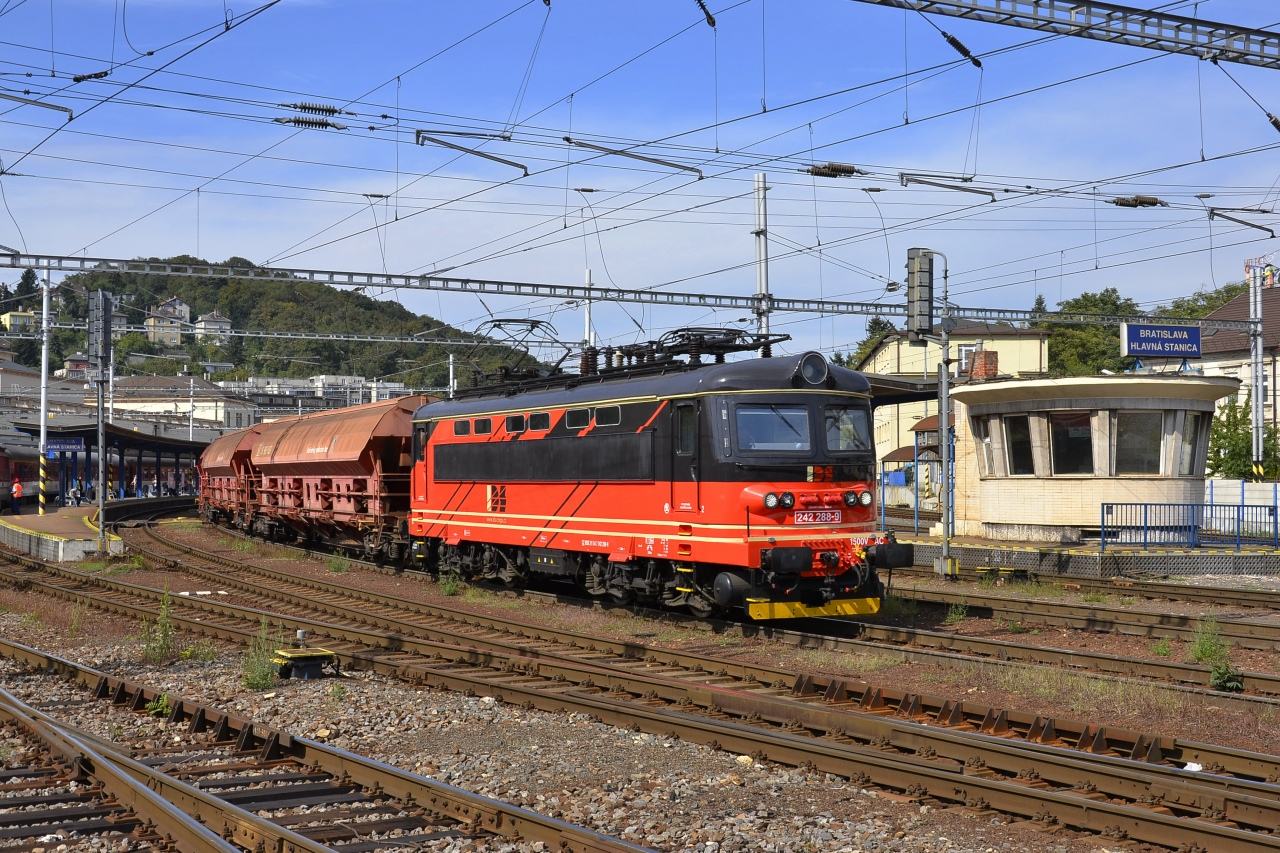
Lokomotiva 242.288 v barvách IDS CARGO ve stanici Bratislava hlavná stanica
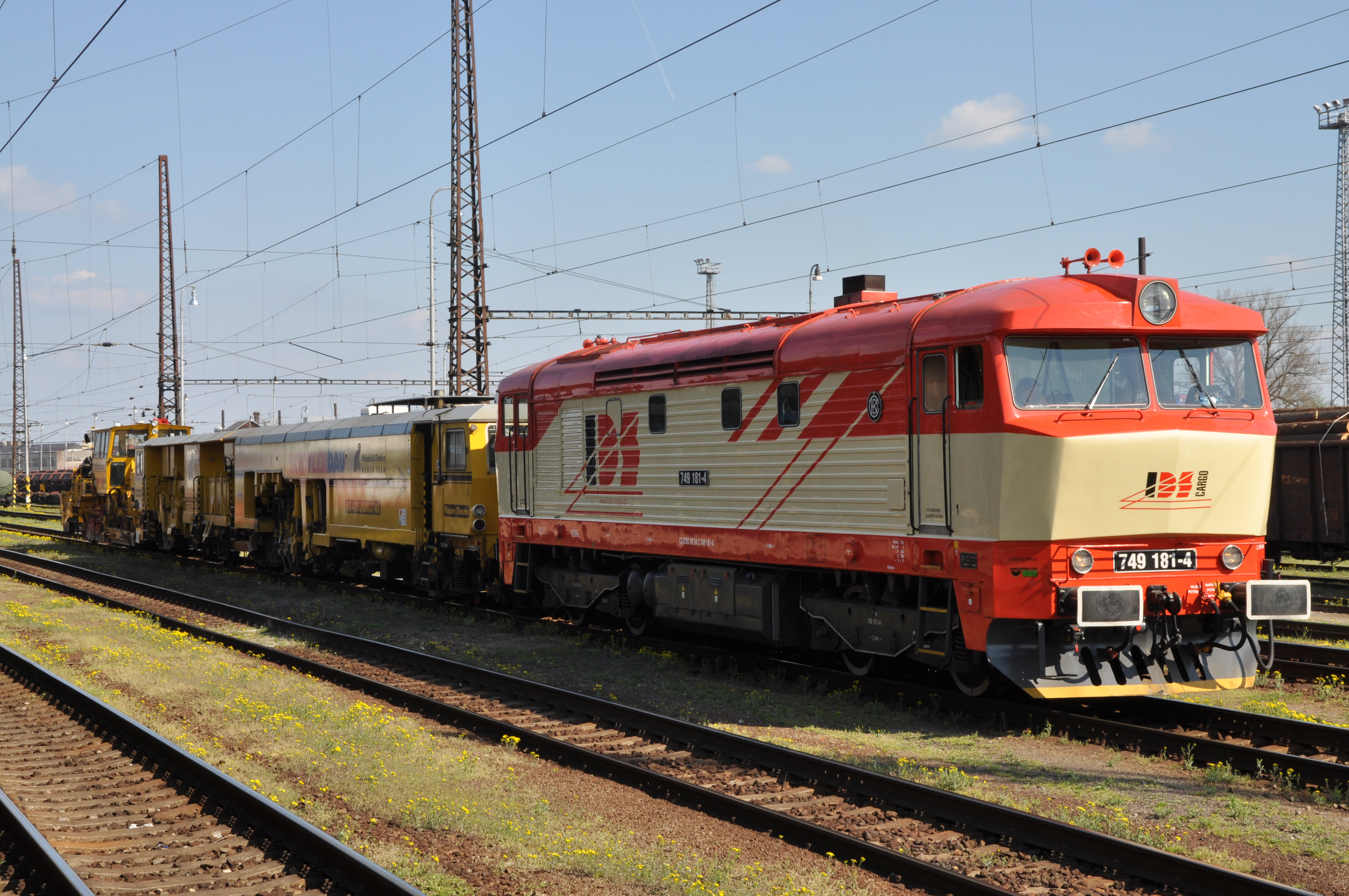
749.181 v Pardubicích
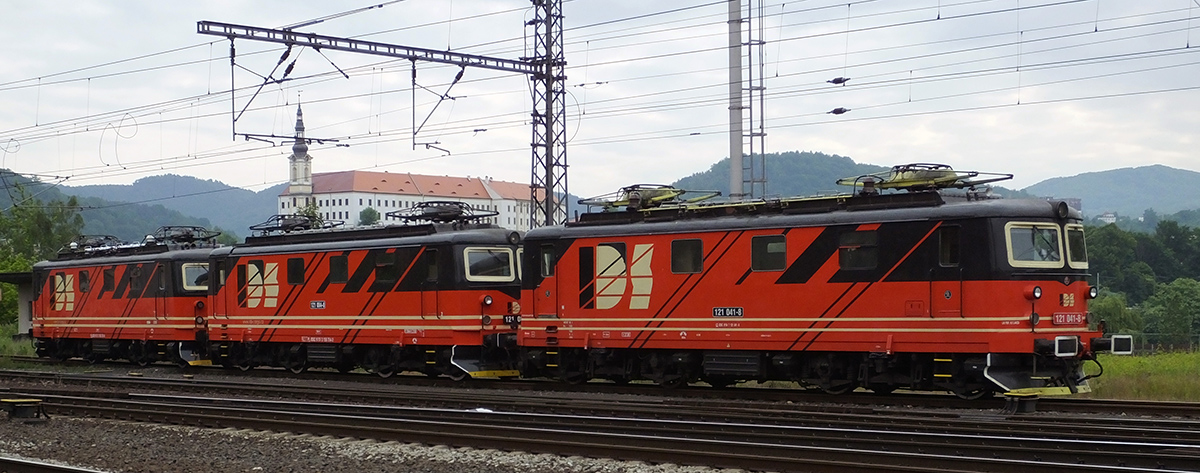
Lokomotivy řady 121 v Děčíně
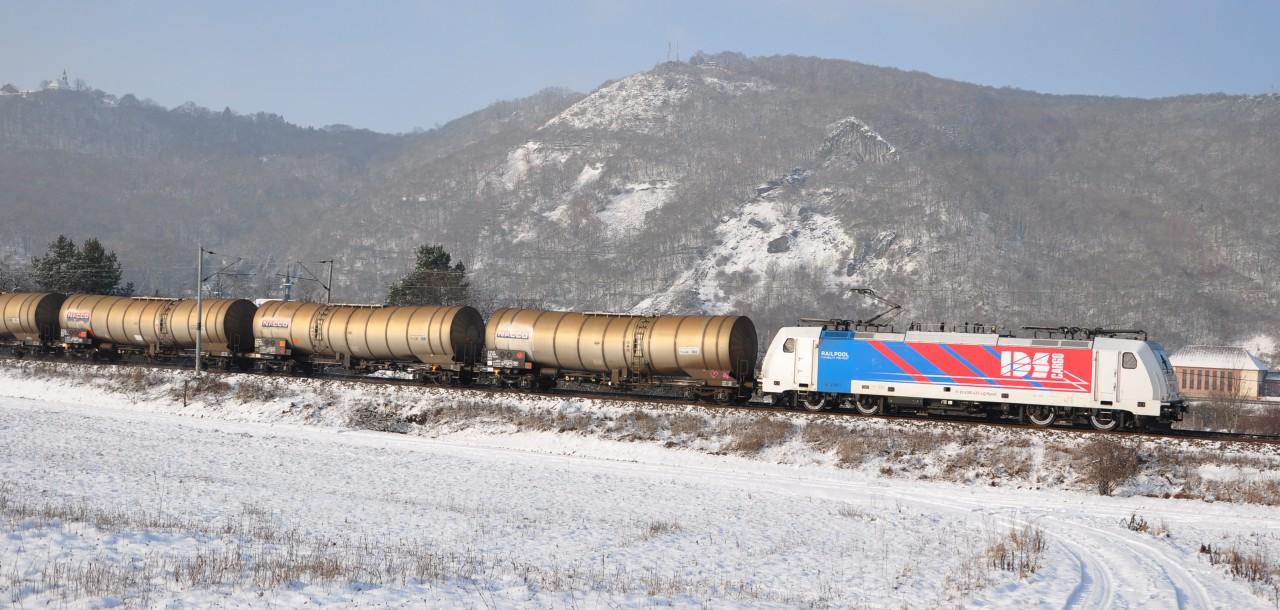
Lokomotiva 186.435 s cisternami před vjezdem do Ústí nad Labem